# Новый вишнёвый вкус
«Новый вишнёвый вкус» (англ. Brand New Cherry Flavor) — американский мини-сериал в жанре хоррор, премьера которого состоялась 13 августа 2021 года на Netflix. Главные роли в нём сыграли Роза Салазар, Эрик Ланж, Кэтрин Кинер, Джефф Уорд.

## Сюжет
Действие сериала происходит в 1990-е годы. Юная кинематографистка Лиза снимает артхаусный фильм в жанре ужасов, доказывающий её исключительный режиссёрский талант. Знаменитый режиссёр Лу БЁрк, давно не снимавший резонансные фильмы, покупает права на эту картину, обещая славу и выгодные знакомства, но в действительности он хочет присвоить проект. К тому же Бёрк пристаёт к Лизе, но та его отвергает.
С главной героиней связывается могущественная ведьма, которая предлагает отомстить Бёрку с помощью чёрной магии. Лиза соглашается, не подозревая, с какой опасной силой она заключила сделку.

## В ролях
- Роза Салазар — Лиза Нова
- Эрик Ланж — Лу Бёрк
- Кэтрин Кинер — Боро
- Джефф Уорд — Рой Хардуэй
- Мэнни Хасинто — Коуд
- Дэниел Доэни — Джонатан Бёрк
- Джейсон Блэр — Джулс Бранденберг

## Создание и оценки
Проект, задуманный изначально как мини-сериал из восьми эпизодов, был анонсирован 15 ноября 2019 года. Съёмки проходили с ноября 2019 по март 2020 года в канадском Ванкувере. Премьера состоялась 13 августа 2021 года на Netflix.
На сайте-агрегаторе отзывов Rotten Tomatoes сериал получил рейтинг 78 % со средней оценкой 6,9 из 10. Рецензенты с этого ресурса охарактеризовали «Новый вишнёвый вкус» как «восхитительно безумное путешествие», особо отметив игру Розы Салазар. На сайте Metacritic сериал получил 62 балла из 100, что указывает на «в целом положительные отзывы».